# Eric Harrison (officier)
Eric Harrison, né le 10 août 1886 à Castlemaine, dans l'État de Victoria en Australie et mort le 5 septembre 1945 à Melbourne, est un aviateur et un officier supérieur australien. Le 1er mars 1914, il effectue le premier vol de l'histoire de l'armée de l'air australienne.
En 1912, Eric Harrison est instructeur de vol en Grande-Bretagne lorsqu'il répond à un appel du ministère de la Défense de l'Australie qui cherche à recruter des pilotes, dans l'optique de créer une école d'aviation. Avec Henry Petre, il fonde la Central Flying School (CFS) et établit la première base aérienne militaire d'Australie à Point Cook. Au déclenchement de la première Guerre mondiale, Eric Harrison assure la formation des apprentis pilotes de l'Australian Flying Corps, alors que Henry Petre est envoyé en Mésopotamie avec la Mesopotamian Half Flight. Durant cette période, Eric Harrison s'occupe également de l'entretien des avions de la flotte de la Central Flying School.
En 1921, Eric Harrison fait partie des membres fondateurs de la Force aérienne royale australienne. Il passe une grande partie de la période d'entre-deux-guerres dans les services techniques et les enquêtes sur les accidents aériens. Promu group captain en 1935, il prend sa retraite des forces aériennes cinq ans plus tard lorsque son poste de directeur des inspections aéronautiques est transféré dans la fonction publique. Il reprend ce poste dans le civil jusqu'à sa mort subite d'un accident vasculaire cérébral à l'âge de cinquante-neuf ans, juste après la fin de la seconde Guerre mondiale. Durant de nombreuses années, les aptitudes techniques de Harrison et ses contributions dans l'aviation militaire australienne lui valent d'être considéré comme le « père de la RAAF », jusqu'à ce que l'air vice-marshal Richard Williams soit également reconnu comme tel.